# Mejlø
Mejlø är en ö i Danmark. Den ligger norr om Fyn i Region Syddanmark, i den centrala delen av landet. Arean är 0,19 kvadratkilometer. På ön finns främst gräsmarker.
Öns högsta punkt är 7 meter över havet. Den sträcker sig 1,0 kilometer i nord-sydlig riktning, och 0,3 kilometer i öst-västlig riktning.